# Чемпионат Кот-д’Ивуара по футболу
Чемпионат Кот-д’Ивуара по футболу (также Лига 1; фр. Ligue 1) — высшая футбольная лига Кот-д’Ивуара. Основана в 1960 году, контролируется Ивуарийской федерацией футбола. Ранее лига называлась Superdivision или MTN Лига 1 (1960—2004) и Лига 1 Orange (2004—2007). В настоящий момент в чемпионате участвуют 16 команд.

## Выступления клубов
| Клуб                  | Победы |
| --------------------- | ------ |
| АСЕК Мимозас          | 29     |
| Африка Спорт          | 18     |
| Стад Абиджан          | 5      |
| Севе Спорт            | 3      |
| Стелла д’Аджаме       | 3      |
| АС Танда              | 2      |
| Онце Фререс де Бассам | 2      |
| Ганьоа                | 1      |

## Победители
- 1960 : Онце Фререс де Бассам (1)
- 1961 : Онце Фререс де Бассам (2)
- 1962 : Стад Абиджан (1)
- 1963 : АСЕК Мимозас (1)
- 1964 : Стад Абиджан (2)
- 1965 : Стад Абиджан (3)
- 1966 : Стад Абиджан (4)
- 1967 : Африка Спорт (1)
- 1968 : Африка Спорт (2)
- 1969 : Стад Абиджан (5)
- 1970 : АСЕК Мимозас (2)
- 1971 : Африка Спорт (3)
- 1972 : АСЕК Мимозас (3)
- 1973 : АСЕК Мимозас (4)
- 1974 : АСЕК Мимозас (5)
- 1975 : АСЕК Мимозас (6)
- 1976 : Гагноа (1)
- 1977 : Африка Спорт (4)
- 1978 : Африка Спорт (5)
- 1979 : Стелла д’Аджаме (1)
- 1980 : АСЕК Мимозас (7)
- 1981 : Стелла д’Аджаме (2)
- 1982 : Африка Спорт (6)
- 1983 : Африка Спорт (7)
- 1984 : Стелла д’Аджаме (3)
- 1985 : Африка Спорт (8)
- 1986 : Африка Спорт (9)
- 1987 : Африка Спорт (10)
- 1988 : Африка Спорт (11)
- 1989 : Африка Спорт (12)
- 1990 : АСЕК Мимозас (8)
- 1991 : АСЕК Мимозас (9)
- 1992 : АСЕК Мимозас (10)
- 1993 : АСЕК Мимозас (11)
- 1994 : АСЕК Мимозас (12)
- 1995 : АСЕК Мимозас (13)
- 1996 : Африка Спорт (13)
- 1997 : АСЕК Мимозас (14)
- 1998 : АСЕК Мимозас (15)
- 1999 : Африка Спорт (14)
- 2000 : АСЕК Мимозас (16)
- 2001 : АСЕК Мимозас (17)
- 2002 : АСЕК Мимозас (18)
- 2003 : АСЕК Мимозас (19)
- 2004 : АСЕК Мимозас (20)
- 2005 : АСЕК Мимозас (21)
- 2006 : АСЕК Мимозас (22)
- 2007 : Африка Спорт (15)
- 2008 : Африка Спорт (16)
- 2009 : АСЕК Мимозас (23)
- 2010 : АСЕК Мимозас (24)
- 2011 : Африка Спорт (17)
- 2012 : Севе Спорт (1)
- 2013 : Севе Спорт (2)
- 2014 : Севе Спорт (3)
- 2015 : АС Танда (1)
- 2016 : АС Танда (2)
- 2017 : АСЕК Мимозас (25)
- 2018 : АСЕК Мимозас (26)
- 2019 : СОА (1)
- 2020 : Расинг Абиджан (1)
- 2021 : АСЕК Мимозас (27)
- 2022 : АСЕК Мимозас (28)
- 2023 : АСЕК Мимозас (29)
- 2024 : Сан-Педро (1)